# اعتراضات ۲۰۱۹–۲۰۲۰ مالت
اعتراضات ۲۰۱۹–۲۰۲۰ مالت (به انگلیسی: 2019–2020 Maltese protests) مجموعه‌ای از اعتراضات در مالت است که از ۲۰ نوامبر ۲۰۱۹ در شهر والتا و سایر شهرهای کشور برگزار شد. خواسته‌های معترضین استعفای دولت بود به دنبال اخباری که درارتباط با ترور روزنامه‌نگار و وبلاگ‌نویس اهل مالت دافنه کاروآنا گالیتزیا و پس از دستگیری تاجر اهل مالت یورگن فنج منتشر شد. معترضین ازجمله فساد در دولت را ازجمله به دلیل پولشویی مورد هدف قرار دادند این اعتراضات در تاریخ سیاسی مالت از زمان استقلال این کشور بی‌سابقه بوده است.

## تاریخچه
دافنه کاروآنا گالیتزیا نویسنده و فعال سیاسی مالتی بود که رخدادهای سیاسی مالت به ویژه گزارش‌های تحقیقاتی فساد اداری، رشوه‌دادن مقام‌های حکومتی به نزدیکان و حمایت از پولشویی را گزارش می‌کرد. وی در یک سوء قصد به قتل رسید. او به افشاگری در زمینه ارتباط مابین صنعت قمار آنلاین و جرایم سازمان یافته در مالت و فروش گذرنامه و دریافت پول از کشور آذربایجان و همدستی دولت با بازرگانان مالت در رسوایی «اسناد پاناما» را فاش کرده بود.
تا نوامبر ۲۰۱۹، طی سالیان سازمان‌های جامعه مدنی با برگزاری تظاهرات و راهپیمایی مخالفت خود را با مقامات مالت در خصوص معاملات مخفی پاناما نشان دادند؛ که به‌طور عمده پولشویی و فرار مالیاتی در این جزیره بود. به دنبال ترور دافنه کاروآنا گالیتزیا در سال ۲۰۱۷ اعتراضات جامعه مدنی به صورت خودجوش معنای دیگری پیدا کرد. مجموعه‌ای از اعتراضات و تظاهرات ماهانه به یادبود وانا گالیتزیا توسط سازمان‌های جامعه مدنی به شکل ماهانه از شانزدهم ماه اکتبر سال ۲۰۱۷ به بعد برگزار شد. با نزدیک شدن دومین سالگرد ترور، جامعه مدنی یک راهپیمایی اعتراضی ترتیب داد، سفارت ایالات متحده بیانیه‌ای صادر کرد تا پیشنهاد خود را برای کمک به بازرسان مالتی تکرار کند، و وزارت امور خارجه هلند با بیان اینکه: "بدون برخورداری از آزادی دموکراسی وجود ندارد؛ و با آزاد گذاشتن مطبوعات مستقل. بگذارید تا عدالت برای روزنامه نگاری برقرار شده و نمونه‌ای برای همه باشد. " کارشناسان هلندی نیز به تحقیقات جول اسناد پاناما کمک می‌کردند. نخست‌وزیر جوزف مسقط اصرار داشت که مطبوعات اظهارات سفارت آمریکا را نادرست تعبیر کنند.

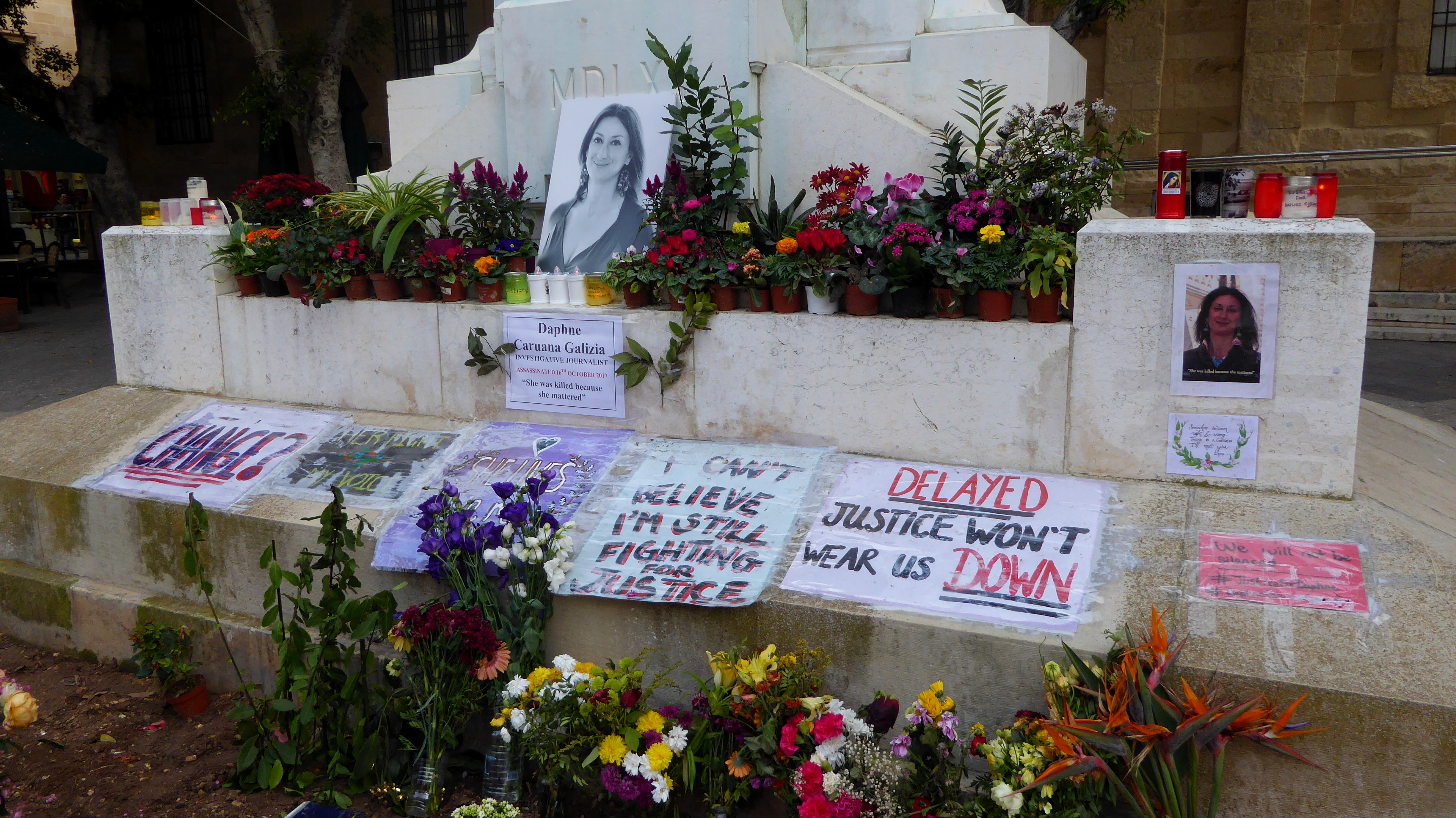
یادبودی از دافنه کاروآنا گالیتزیا در بنای تاریخی محاصره بزرگ در والتا؛ که با دستور نخست‌وزیر برداشته می‌شود، بااینحال ساعاتی بعد توسط مردم عکس و گل در محل گذاشته شد.